# Молодой специалист
Молодой специалист — работник, направленный по окончании среднего специального или высшего учебного заведения на работу по распределению и пользующийся предусмотренными законом социальными льготами. В Советском Союзе статус молодого специалиста получали все выпускники, получившие профессиональное или высшее образование, в постсоветскую эпоху этот статус предоставляется лицам, подготовленным в рамках целевого обучения или в соответствии со специальными законодательными актами.

## Права молодых специалистов в СССР (1968—1980)
Положение о персональном распределении молодых специалистов от 18 марта 1968 г. (утверждено Приказом Минвуза СССР № 220) оговаривало порядок формирования запроса на кадры со стороны министерств и ведомств и их подготовки в высших и средних специальных учебных заведениях.

### Комиссия по распределению
Распределение на работу было персональным, проводилось не позднее чем за 4 месяца до окончания обучения в учебном заведении и базировалось на принципе целесообразности для народного хозяйства. К работе комиссии по распределению привлекались не только руководители учебного заведения, но также представители профильных организаций, для которых учебное заведение готовило кадры. О начале работы комиссии ректор обязан был уведомить приглашённых не менее чем за 2 недели до назначенного срока.
На ректоров учебных заведений возлагалась обязанность обеспечить рабочими местами всех выпускников, поскольку право на труд гарантировалось ст. 40 Конституции СССР.
Распределение молодых специалистов производилось с учётом мнения комиссии и пожеланий выпускника. Несогласие выпускника с решением комиссии не освобождало его от его выполнения.
В исключительном порядке получали распределение выпускники — инвалиды первой или второй группы, или имеющие родителей-инвалидов; жены военнослужащих; выпускники — женщины в случае беременности или при наличии ребёнка в возрасте до одного года. Им предоставлялась работа по месту постоянного проживания их самих, родителей или супругов. Также учитывалось семейное положение выпускников: если однокурсники составляли супружескую пару, их распределяли вместе, а если один из выпускников-супругов закончил обучение раньше, второго впоследствии распределяли в тот же город.
Студенты, направленные в рамках целевого набора, распределялись в предприятия и организации или распоряжение Совета министров союзной республики, которые их командировали.

### Социальные гарантии
На основании отчёта комиссии по распределению и ведомости персонального распределения работодатели обязаны были перечислить учебному заведению денежные средства, необходимые для оплаты проезда молодых специалистов к местам работы и на выдачу им пособия в размере стипендии за время гарантированного данным положением месячного отпуска после окончания учебного заведения и до начала работы. Эти деньги выпускникам вручались одновременно с дипломом или не менее чем за 5 дней до окончания учебного заведения. Молодым специалистам, направляемым на работу в районы Крайнего Севера и в местности, приравненные к ним, единовременное пособие полагалось в размере не стипендии, а должностного оклада или даже двух окладов, если они заключали по прибытии к работодателю трудовой договор на срок не менее 3 лет.
Молодому специалисту оплачивался проезд к месту работы и провоз багажа из расчета 240 кг на него самого и по 80 кг на каждого следующего с ним члена семьи согласно Постановлению ЦИК и Совнаркома СССР от 23 ноября 1931 г. № 23/937 «О компенсациях и гарантиях при переводе, приёме вновь и направлении на работу в другие местности».
Работодатель был обязан обеспечить молодого специалиста жилой площадью, а если ведомственной жилой площади не имелось, то обязательство обеспечить ею возлагалось на местные Советы депутатов трудящихся по ходатайству соответствующих учреждений и организаций.

### Обязательства
Молодой специалист обязан был отработать по распределению 3 года.
В случае, если после окончания учебного заведения его призывали в армию, срок службы засчитывался в эти 3 года.
Если молодой специалист в течение этого срока по какой-либо причине не мог быть использован на предприятии или в организации, куда был направлен, или работодатель не обеспечивал выполнения условий трудового договора, указанных в удостоверении о направлении на работу, министерство (ведомство), в ведении которого находится данное предприятие или организация, обязаны были предоставить молодому специалисту в своей системе другую работу или по его просьбе откомандировать на работу в систему другого министерства (ведомства) по согласованию с ними.
Молодой специалист был обязан вернуть выплаченные ему пособия, исключая расходы на переезд, если он не отрабатывал по распределению положенного срока или был уволен за нарушение трудовой дисциплины.

## Права молодых специалистов в СССР (1980—1992)
Положение о межреспубликанском, межведомственном и персональном распределении молодых специалистов от 30 июля 1980 г. (утверждено Приказом Минвуза СССР № 870) внесло коррективы в порядок распределения молодых специалистов, так как предыдущее положение устарело. В частности, оно оговаривало порядок распределения на работу для выпускников очных отделений учебных заведений, разрешая производить его и для вечерников и заочников по их желанию.
Методическое руководство межреспубликанским и межведомственным распределением молодых специалистов было возложено на Госплан СССР, персональным распределением — на Министерство высшего и среднего специального образования СССР. План распределения стал частью государственного плана и составлялся для вузов с глубиной на 3-5 лет, для средних специальных учебных заведений — на один год. Количество мест в учебных заведениях было обусловлено потребностью в молодых специалистах, а затем на этой основе осуществлялось распределение на работу.
При разработке планов распределения также стала учитываться потребность самих учебных заведений в научных и преподавательских кадрах, позволявшая им оставлять наиболее способных выпускников для продолжения обучения в аспирантуре или использования в научно-педагогической работе.
В работе комиссии по распределению Положение 1980 года предусматривало новый приоритет: первоочередное направление молодых специалистов в интенсивно развивающиеся районы, промышленные центры, на пусковые предприятия, стройки и т. п.
В случае несогласия с решением комиссии по распределению заинтересованной стороне предоставили право представить мотивированные возражения, которые следовало рассмотреть в двухнедельный срок.
Молодых специалистов запретили увольнять в течение положенного для них трёхлетнего срока работы, за исключением случаев перехода на выборную комсомольскую, партийную или советскую работу, переезда к родителям — инвалидам I или II группы при отсутствии других членов семьи, перевода супруга — военнослужащего на другое место работы.
Был скорректирован пункт об обеспечении молодых специалистов жильём: в нём оговаривалось, что это должно быть изолированное жилое помещение (квартира), на которое заключён договор жилищного найма, что исключало выполнение этого пункта за счёт предоставления места в общежитии.
Оплата проезда молодого специалиста на место работы регулировалась новым Постановлением Совета Министров СССР от 15 июля 1981 г. № 677 «О гарантиях и компенсациях при переезде на работу в другую местность».

## Постсоветская практика
С переходом к рыночной экономике после развала СССР льготы для молодых специалистов практически были отменены, однако статус такого специалиста сохранился в некоторых законодательствах.

### Россия
Понятие «Молодой специалист» закреплено в ст. 2 Федерального закона от 30 декабря 2020 года № 489-ФЗ «О молодёжной политике Российской Федерации» и звучит следующим образом: «молодой специалист — гражданин Российской Федерации в возрасте до 35 лет включительно (за исключением случаев, предусмотренных частью 3 статьи 6 настоящего Федерального закона), завершивший обучение по основным профессиональным образовательным программам и (или) по программам профессионального обучения, впервые устраивающийся на работу в соответствии с полученной квалификацией».
Также понятие молодого специалиста косвенно затрагивается в ст. 70 Трудового кодекса РФ, которая запрещает устанавливать испытательные сроки для лиц, окончивших высшие или средние специальные учебные заведения менее года назад.
В региональном законодательстве статус молодого специалиста прописывается вместе с пакетами льгот в зависимости от потребности в определённых профессиях. Как и в СССР, статус действует в течение 3 лет с момента заключения трудового договора и применяется к лицам до 35 (иногда до 30) лет.
Чаще всего такой статус предоставляется учителям и врачам, а пакет льгот может включать выплату единовременных пособий, пособий на переезд, помощь в оплате ипотеки или предоставлении служебного жилья, пособий на оплату детского садика.